# Knidos
Knidos (gr. Κνίδος, dzisiejsze Tekir w Turcji) – jedno z miast doryckiego heksapolis, położone w Karii na wybrzeżu Azji Mniejszej na przylądku Triopion.
Powstało w VII w. p.n.e. i istniało do VII w. n.e. Według Strabona miasto składało się z części reprezentacyjnej, leżącej na wyspie, która była połączona molem z dzielnicami leżącymi na stałym lądzie. Położone w sąsiedztwie Kos, podobnie jak ta wyspa słynęło ze znakomitych lekarzy. Co cztery lata odbywała się tam Olimpiada Dorycka.
Znajdowało się tam sanktuarium Afrodyty Euploia ze słynnym posągiem bogini dłuta Praksytelesa (kopia w Muzeum Watykańskim; także świątynia Demeter oraz świątynia Apollina, w której celebrowano uroczystości związane z olimpiadami.
W latach 1857–1858 archeolog C.T. Newton przeprowadzał kompleksowe badania wykopaliskowe miasta, w trakcie których odkryto m.in. grobowiec zwieńczony 7-tonową statuą przedstawiającą leżącego lwa – obecnie eksponowaną w holu głównym British Museum. Wewnątrz 18-metrowej budowli znajdowało się 12 komór grobowych – stąd przypuszcza się, że był to grobowiec rodzinny lub (ze względu na płaskorzeźbę przedstawiająca tarczę) zbiorowy grób ofiar bitwy.
Z Knidos pochodził matematyk, astronom i geograf Eudoksos, twórca teorii wyczerpywania (rozwiniętej później przez Archimedesa) i pierwszego teoretycznego modelu wyjaśniającego ruchy ciał niebieskich.

panorama Knidos

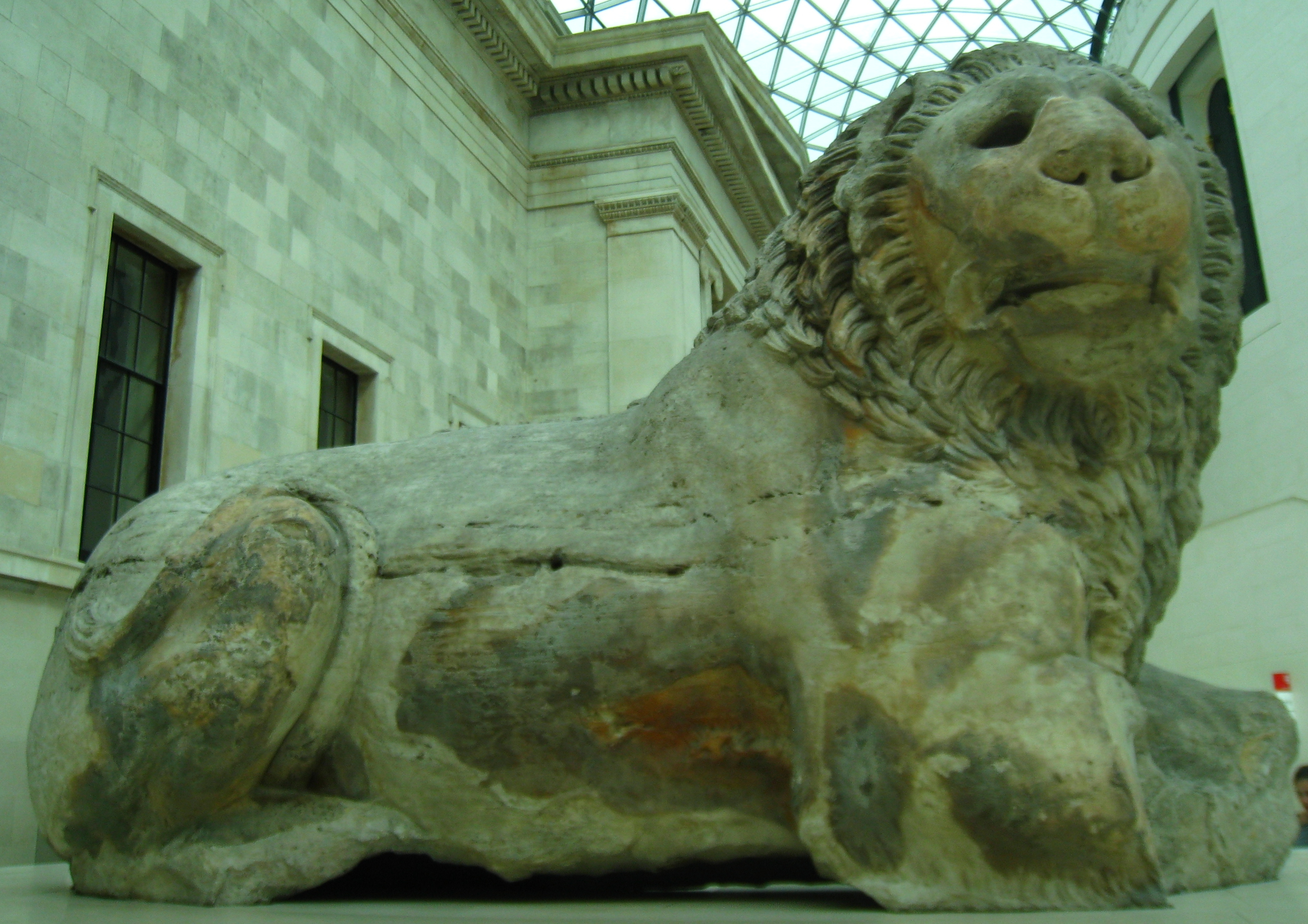
Lew z Knidos